# Hochmutting
Hochmutting is een plaats in de Duitse gemeente Oberschleißheim, deelstaat Beieren.